# Союз свободы — Демократический союз
Союз свободы — Демократический союз (чеш. Unie svobody – Demokratická unie, US-DEU) — чешская либеральная политическая партия, действовавшая с 1998—2011 годах. В период с 1998 по 2001 год партия называлась Союз свободы, однако в 2001 году объединилась с Демократическим союзом и стала нести двойное название — Союз свободы — Демократический союз.
Партия возникла в результате скандала, приведшего к внутрипартийному расколу в Гражданской демократической партии (ODS). Основателями партии были Ян Румл и Иван Пилип.

## Результаты на выборах

Результаты выборов 1998 года по регионам

### Выборы вПалату депутатов Парламента Чешской Республики
| Год  | Голоса  | Голоса | Изменения          | Изменения          | Мандаты   | +/-     | Правительство | Примечания                                  |
| Год  | Голоса  | %      | Голоса             | %                  | Мандаты   | +/-     | Правительство | Примечания                                  |
| ---- | ------- | ------ | ------------------ | ------------------ | --------- | ------- | ------------- | ------------------------------------------- |
| 1998 | 513 596 | 8,60   | Впервые            | Впервые            | 19 из 200 | Впервые | Нет           | Оппозиция                                   |
| 2002 | 680 671 | 14,27  | Коалиция с KDU-ČSL | Коалиция с KDU-ČSL | 9 из 200  | ▼ 10    | Да            | Коалиционное правительство с ČSSD и KDU-ČSL |
| 2006 | 16 457  | 0,30   | ▼ 664 214          | ▼ 13,97            | 0 из 200  | ▼ 9     | —             | Не прошли в парламент                       |

### Выборы вСенат Чехии
| Год  | Первый тур | Первый тур | Второй тур | Второй тур | Мандаты | Мест в Сенате | +/- |
| Год  | Голоса     | %          | Голоса     | %          | Мандаты | Мест в Сенате | +/- |
| ---- | ---------- | ---------- | ---------- | ---------- | ------- | ------------- | --- |
| 1998 | 40 105     | 4,2        | 20 059     | 3,7        | 1 из 27 | 1 из 81       | ▲ 1 |
| 2000 | 99 504     | 11,6       | 98 985     | 17,60      | 8 из 27 | 9 из 81       | ▲ 8 |
| 2002 | 48 879     | 7,3        | 36 294     | 4,4        | 1 из 27 | 10 из 81      | ▲ 1 |
| 2004 | 1 054      | 2,9        |            |            | 0 из 2  | 10 из 81      | ▬   |
| 2004 | 26 431     | 3,6        | 23 922     | 5,0        | 1 из 27 | 10 из 81      | ▬   |
| 2006 | 18 522     | 1,7        | 7 367      | 1,3        | 0 из 27 | 2 из 81       | ▼ 8 |
| 2008 | 12 016     | 1,1        |            |            | 0 из 27 | 1 из 81       | ▼ 1 |

### Выборы вЕвропейский парламент
| Год  | Голоса | Голоса | Изменения | Изменения | Мандаты | +/-     | Примечания                                                    |
| Год  | Голоса | %      | Голоса    | %         | Мандаты | +/-     | Примечания                                                    |
| ---- | ------ | ------ | --------- | --------- | ------- | ------- | ------------------------------------------------------------- |
| 2004 | 39 655 | 1,69   | Впервые   | Впервые   | 0 из 24 | Впервые | Коалиция «Unie liberálních demokratů» (US-DEU, CZ, LiRA, ODA) |